# Biocolmatage
Le biocolmatage est le colmatage de l'espace des pores dans le sol par la biomasse microbienne; Leur corps et leurs sous-produits  du métabolisme tels que la matrice extracellulaire composée de substances polymère. La biomasse microbienne bloque la voie de l'eau dans l'espace des pores, formant une certaine épaisseur de couche imperméable dans le sol et réduit considérablement la vitesse d'infiltration de l'eau. On l'appelle également le colmatage biologique.
La biocolmatage est observée sous des infiltrations continues dans diverses conditions de terrain telles que les étangs de recharge artificielle, la tranchée d'infiltration, le canal d'irrigation, l'épuration des eaux usées et le revêtement de décharge. Elle affecte également le flux d'eau souterraine dans les aquifère, comme la barrière perméable réactive et la récupération assistée du pétrole  par procédé microbien. Dans la situation où l'infiltration de l'eau est nécessaire, le biocolmatage est problématique et des contractions comme le séchage régulier du système sont prises. Dans certains cas, le biocolmatage est utilisé pour créer une couche imperméable pour minimiser le taux d'infiltration.

## Description générale

### Changement de la perméabilité avec le temps
La biocolmatage est observée comme la diminution du taux d'infiltration. La diminution du taux d'infiltration sous l'infiltration pondérée a été observée dans les années 1940 pour étudier l'infiltration de l'étang de recharge artificielle et l'étalement de l'eau sur les sols agricoles. Lorsque les sols sont continuellement submergés, la perméabilité ou la conductivité hydraulique changent en 3 étapes ce qui a été expliqué comme suit.
1. La perméabilité diminue pendant 10 à 20 jours, éventuellement en raison de changements physiques de la structure du sol.
2. La perméabilité augmente en raison de la dissolution de l'air piégé dans le sol dans l'eau de percolation.
3. La perméabilité diminue pendant 2 à 4 semaines en raison de la désintégration des agrégats et du colmatage biologique des pores du sol avec les cellules microbiennes et leurs produits synthétisés, slimes ou polysaccharides.

Les 3 étapes ne sont pas nécessairement distinctes dans toutes les conditions sur le terrain du biocolmatage; Lorsque la deuxième étape n'est pas claire, la perméabilité continue de diminuer.

### Différents types de colmatage
Le changement de perméabilité avec le temps est observé dans diverses situations de terrain. Selon l'état du terrain, il existe diverses causes du changement de la conductivité hydraulique, résumées comme suit.
1. Causes physiques: obstruction physique par matière en suspension ou changements physiques des sols tels que la désintégration de la  structure agrégée. La dissolution de l'air piégé dans le sol dans l'eau de percolation est une cause physique pour l'augmentation de la conductivité hydraulique.
2. Causes chimiques: changement de la concentration électrolyte ou du taux d'absorption de sodium (SAR) dans la phase aqueuse, ce qui provoque une dispersion et un gonflement des particules d'argile.
3. Causes biologiques: Habituellement, le biocolmatage signifie le premier des éléments suivants, alors que le biocolmatage au sens large signifie tous les éléments suivants.
  1. Biocolmatage par les corps cellulaires microbiens (tels que bactéries[3],[4],[5],[6], algue[7] et fungi[8],[9]) et leurs sous-produits du métabolisme tels que la matrice extracellulaire composée de substances polymère [10] qui forment un biofilm [11],[12],[13] ou une agrégation de microcolines [14] sur les particules du sol, sont des causes biologiques directes de la diminution de la conductivité hydraulique.
  2. L'attrait des bulles de gaz comme le méthane [15] produit par des micro-organismes méthanogènes bloque les pores du sol et contribue à diminuer la conductivité hydraulique. Comme le gaz est également un sous-produit des micro-organismes, il peut également être considéré comme un biocolmatage.
  3. La bactérie du fer stimule le dépôt des oxyhydroxide ferrique qui peut provoquer le colmatage des pores du sol[16]. Ceci est une cause biologique indirecte de diminution de la conductivité hydraulique.